# ヴィニー・ムーア
ヴィニー・ムーア（Vinnie Moore　1964年4月14日 - ）は、アメリカ合衆国出身のロックミュージシャン、ギタリスト、ソングライター。
主にHR/HM系の分野において、ソロで活動するギタリストの一人。また、「アリス・クーパー」や「UFO」など有名バンドに参加した実績を持つ。

## 来歴
他のネオクラシカル系ギタリストの例に漏れず、デビューのきっかけは、1980年代においての新鋭プロデューサーであった マイク・ヴァーニーにテープを送ったことによる。ソロ活動の前段階にはパワーメタル・バンド「ヴィシャス・ルーモアズ」の1stアルバムに参加していたが、ギターソロをかぶせるだけのスタジオ・ミュージシャン的な関わりの在籍である。その後たまたまオファーを受けたペプシコーラーの米国内向けTVCMで超絶ギターソロを披露、全米のお茶の間に放映される事になり本格デビュー前にこのCMで話題の存在になる。
1991年、アリス・クーパーのアルバム『ヘイ・ストゥーピッド』で2曲のレコーディングに参加し、クーパーのアメリカ・ツアーにも参加。1996年には日本のアイドルグループ「SMAP」のアルバム『SMAP 009』収録の楽曲「夏が来る」でギターソロを弾いている。
2003年から、ハードロック・バンド「UFO」に参加。

## 演奏スタイル
プレイスタイルは速弾きを中心とするが、他のギタリストとの差別化としてオーソドックスなコードフォームを用いたスウィープ・アルペジオがある。デビュー作はネオクラシカル・スタイルであった。特徴としてはモードスケールを視覚的に捉え、フィーリングで展開する手法が挙げられる。

## 使用機材
使用ギターは、デビュー時の頃はナット側にロックを設けないでブリッジ側のみのフロイドローズ初期型を搭載しフレットボードを軽くえぐった（スキャロップド加工）アイバニーズのシグネチャーモデルを使用していたが、その後はフェンダー製やミュージックマン製を愛用。2000年代以降は、ディーン製のシグネチャーモデルを使用している。
アンプは1980年代にLaney、近年はENGLを使用。また、レコーディング、ライヴなどでも殆どエフェクターを使わないことでも知られる（近年Wahは多用）。

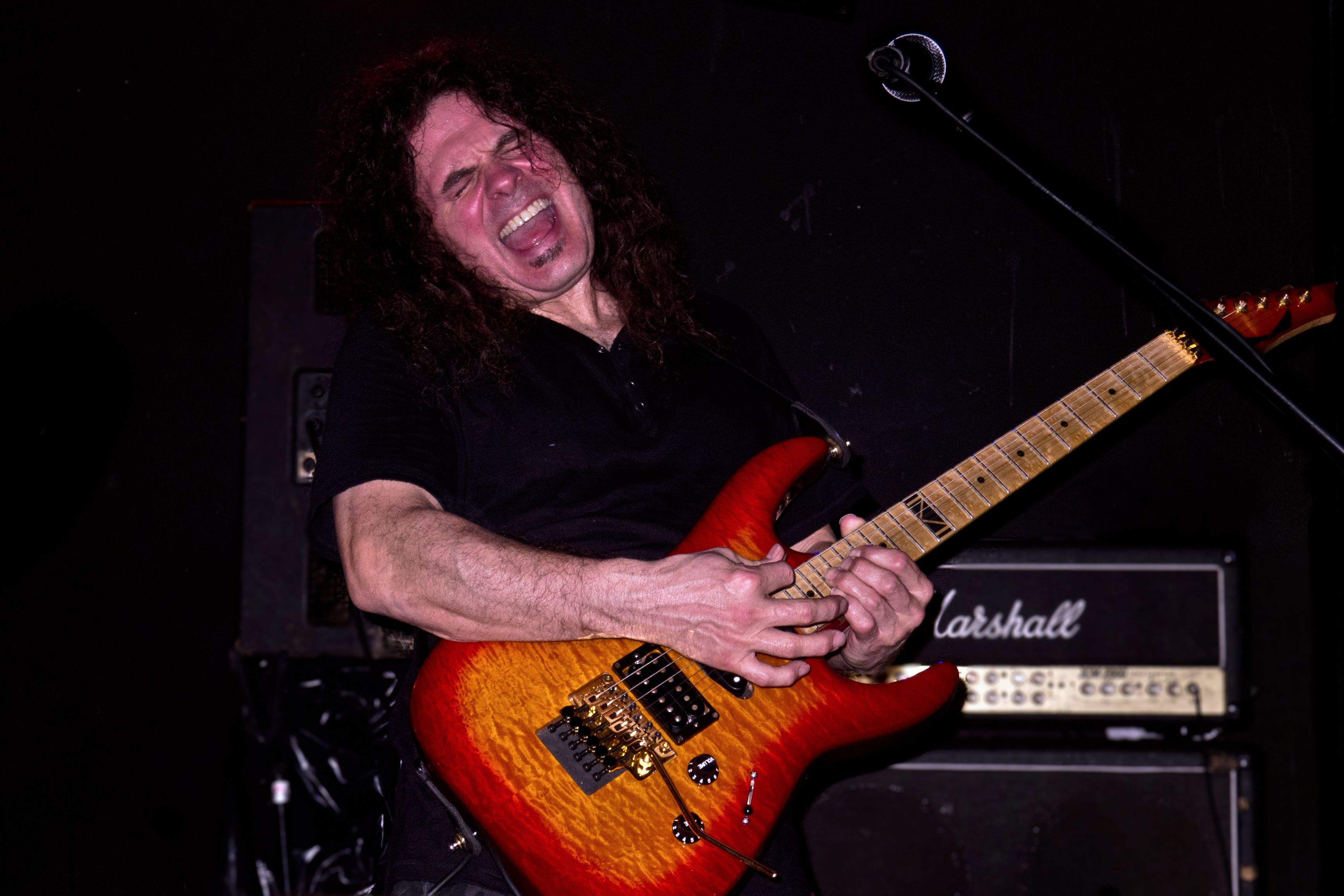
Dean「VINMAN 2000」シグネチャーモデル
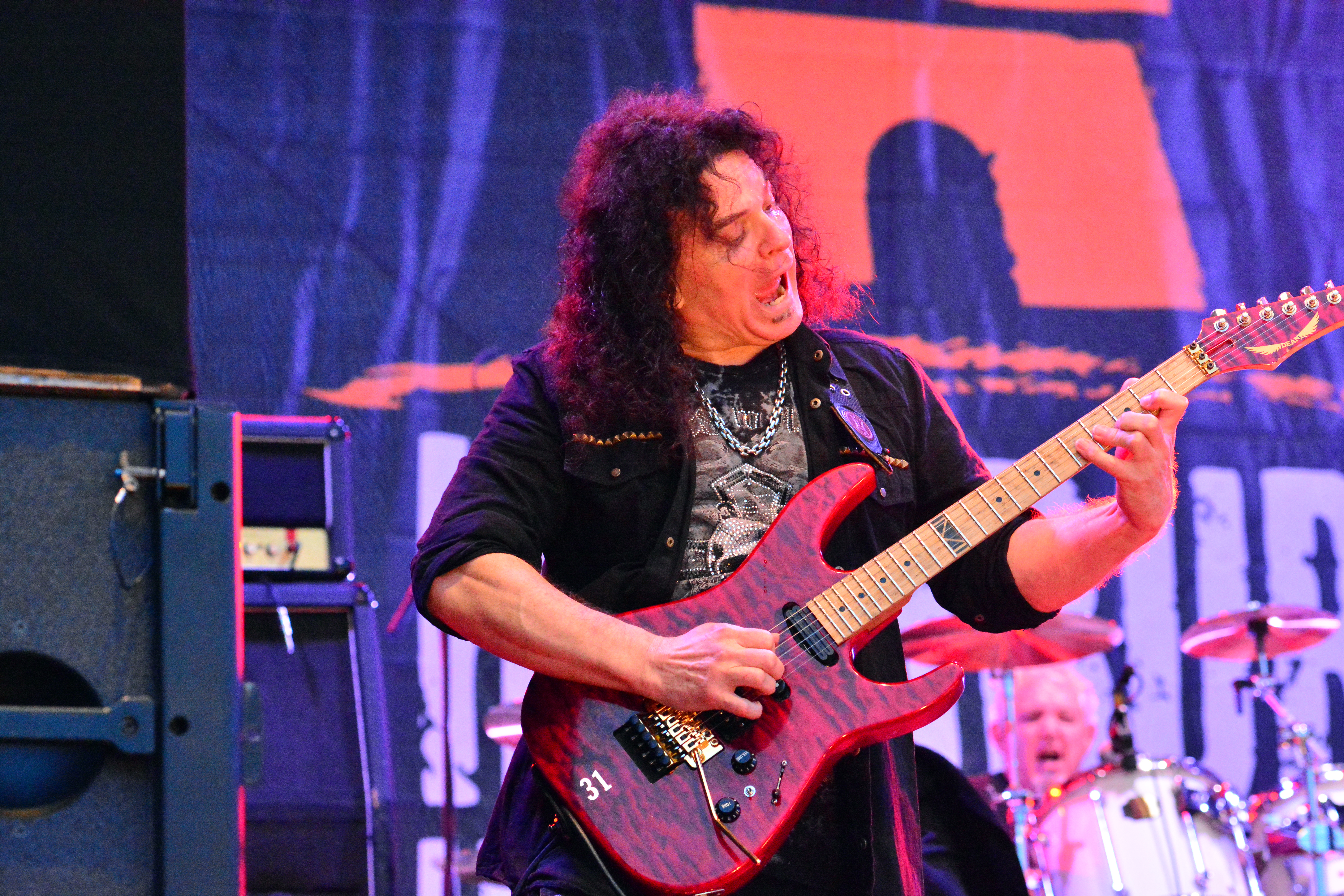
Dean「VINMAN 2000」サンバースト・フィニッシュモデル
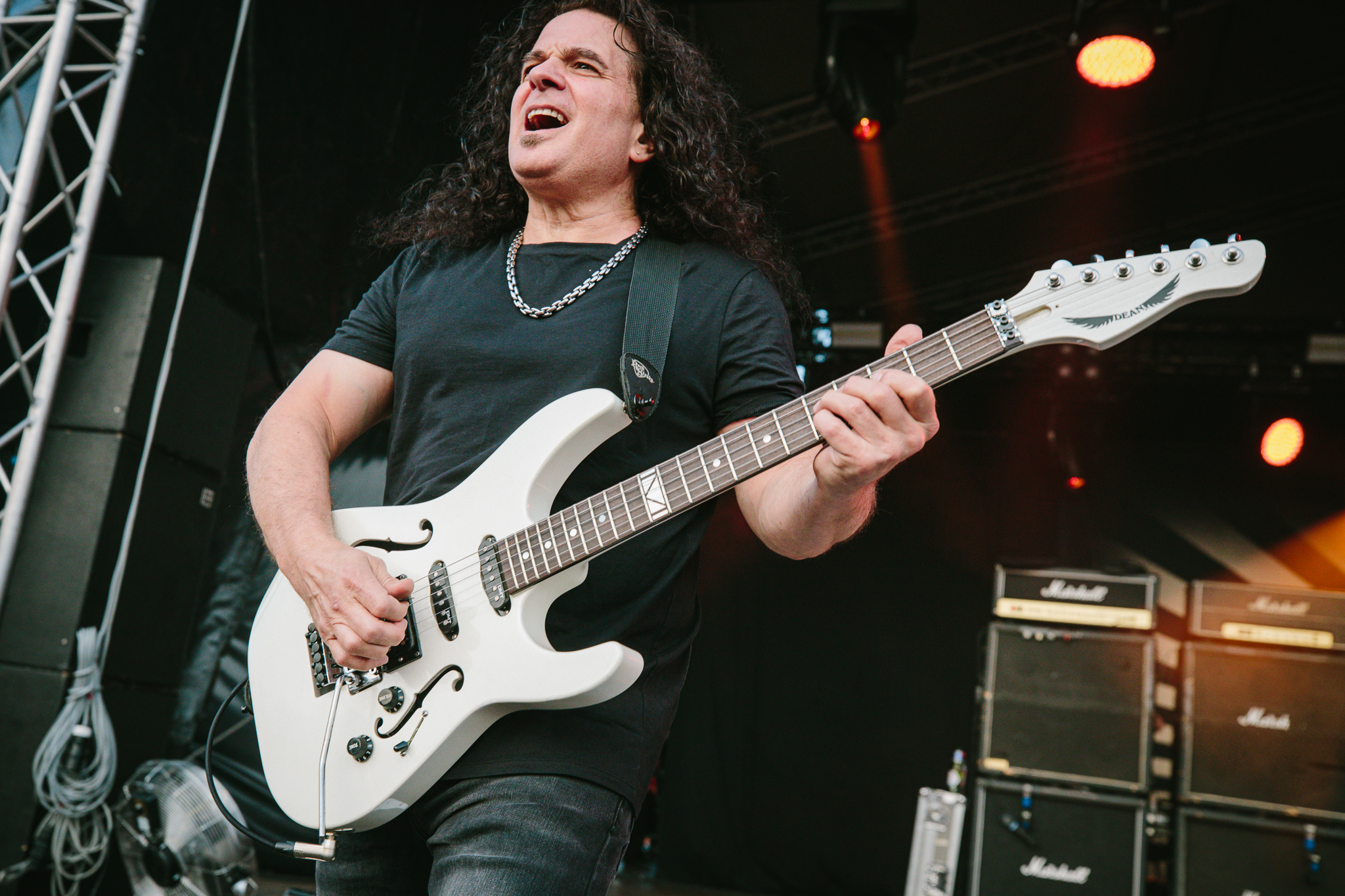
Dean「VINMAN Semi Hollow」シグネチャーモデル
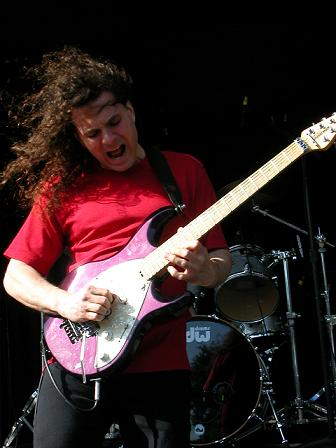
Music Man製モデル
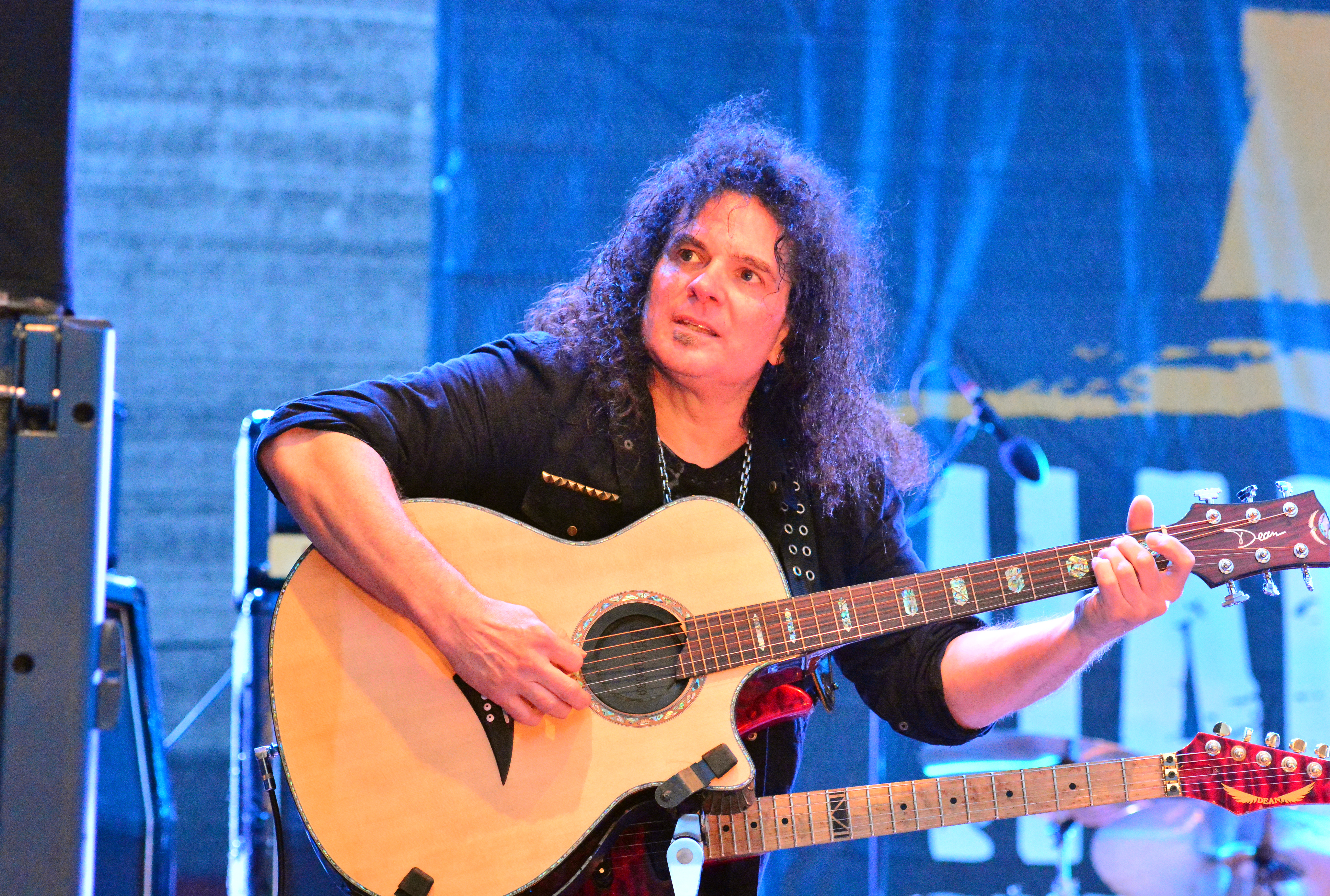
Washburn製アコースティック・ギター

## ディスコグラフィー

### ソロ作品
スタジオアルバム
- Mind's Eye　（1986年）
- Time Odyssey　（1988年）
- Meltdown　（1991年）
- Out Of Nowhere　（1996年）
- The Maze　（1999年）
- Defying Gravity　（2001年）
- To The Core　（2009年）
- Aerial Visions　（2015年）
- Soul Shifter　（2019年）
- Double Exposure（2022年）[3]

ライブアルバム
- Live!　（2000年）

コンピレーション
- Vinnie Moore Collection: The Shrapnel Years　（2006年）

### ヴィシャス・ルーマーズ
- Soldiers Of The Night　（1985年）

### アリス・クーパー
- Hey Stoopid （1991年） - 2曲に参加

### UFO
- You Are Here　（2004年）
- The Monkey Puzzle　（2006年）
- The Visitor　（2009年）
- Seven Deadly　(2012)
- A Conspiracy of Stars　(2015)
- The Salentino Cuts　(2017)

### RED ZONE RIDER
- Red Zone Rider　（2014年）